# Каширский повет
Каши́рский пове́т Поле́сского воево́дства (пол. Powiat koszyrski, укр. Ка́мінь-Каши́рський пові́т Полі́ського воєво́дства) — административно-территориальная единица Полесского воеводства II Речи Посполитой. Образован 1 марта 1921 года, ликвидирован в результате советского вторжения в сентябре 1939 года. Административный центр — местечко Камень-Каширский. Состоял из 6 сельских гмин (7 в 1939). Общая площадь повета — 3243 км², население — 95 000 человек, плотность — 29 чел. на км².

## Административное деление

### Гмины
- гмина Боровно (центр: Большой Обзырь)
- гмина Хотешев
- гмина Камень-Каширский
- гмина Любешев[2]
- гмина Леликово [3]
- гмина Пневно (с 1929)[4]
- гмина Сошично
- гмина Угриничи (до 1929)[2][5]
- гмина Большая Глуша